# Парсонс, Рейчел
Ре́йчел Мари́ Па́рсонс (англ. Rachel Marie Parsons; род. 19 ноября 1997, Роквилл, Мэриленд) — американская фигуристка, выступавшая в танцах на льду со своим братом Майклом Парсонсом. С ним она — чемпионка мира среди юниоров 2017, серебряный призёр чемпионата мира среди юниоров 2016, победительница финала юниорской серии Гран-При 2016, бронзовый призёр взрослого этапа Гран-при NHK Trophy 2018.
По состоянию на 9 января 2019 года пара занимала 14-е место в рейтинге Международного союза конькобежцев (ИСУ).

## Личная жизнь
Рейчел Парсонс родилась 19 ноября 1997 года в Роквилле (Мэриленд). У неё есть брат Майкл и сестра Кэти. В 2016 году окончила среднюю школу Магрудер в Роквилле, штат Мэриленд.

## Карьера

### Ранние годы
Рейчел Парсонс начала кататься на коньках в шесть лет, потому что хотела научиться стоять на льду. После вступления в Академию фигурного катания Уитона в июне 2006 года, она начала заниматься исключительно танцами на льду.
В феврале 2010 года она встал в пару со своим братом Майклом. Они выиграли золото в категории "новисов" на чемпионате США 2011 года. В сентябре 2011 года пара дебютировала в серии  Гран-при среди юниоров, заняв девятое место в Гданьске. Получив оловянную медаль на чемпионате США среди юниоров 2012 года , они представляли Соединенные Штаты на зимних юношеских Олимпийских играх 2012 года, заняв четвёртое место. Они также попали на чемпионат мира среди юниоров 2012 года, который проходил в Минске. На турнире Рейчел и Майкл заняли пятнадцатое место.
В следующем сезоне Парсонсы заняли шестое место на этапе Гран-при в Линце. Затем они выиграли первую медаль на юниорских этапах Гран-при, завоевав бронзу в Загребе.

### 2013/2014
Рейчел и Майкл Парсонс выиграли серебряные медали на обоих своих этапах Гран-при, которые проходили в Кошице и в Остраве. Эти результаты помогли им впервые в карьере отобраться в финал Гран-при, который прошёл в  Фукуоке. В финале пара замкнула турнирную таблицу. Дуэт выиграл бронзу чемпионате США среди юниоров 2014 года. Завершили свой сезон в Софии на юниорском Чемпионате мира, заняв восьмое место.

### 2014/2015
Парсонс удостоились медали на обоих своих этапах Гран-при, получив бронзу в Айти и серебро в Загребе. Эти результаты не позволили им попасть в финал Гран-при, они были первыми запасными. Затем они выиграли серебро на юниорском уровне на чемпионате США 2015 года. На чемпионате мира среди юниоров 2015 года в Таллинне, пара остановилась в шаге от пьедестала, заняв четвёртое место.

### 2015/2016
На этапах Гран-при среди юниоров Парсонсы выиграли две золотые медали. Сначала они выиграли в Братиславе, а затем закрепили свой успех в Загребе. В Барселоне Рейчел и Майкл взяли бронзовую медаль, уступив только своим одногруппникам Лоррейн Макнамаре / Куинн Карпентеру и Алле Лободе / Павлу Дрозду, заняв второе место в коротком танце и пятое в произвольном. На чемпионате мира среди юниоров 2016 года в Дебрецене они заняли первое место в коротком танце и второе место в произвольном танце, впервые в карьере выиграв серебро юниорского чемпионата мира.

### 2016/2017

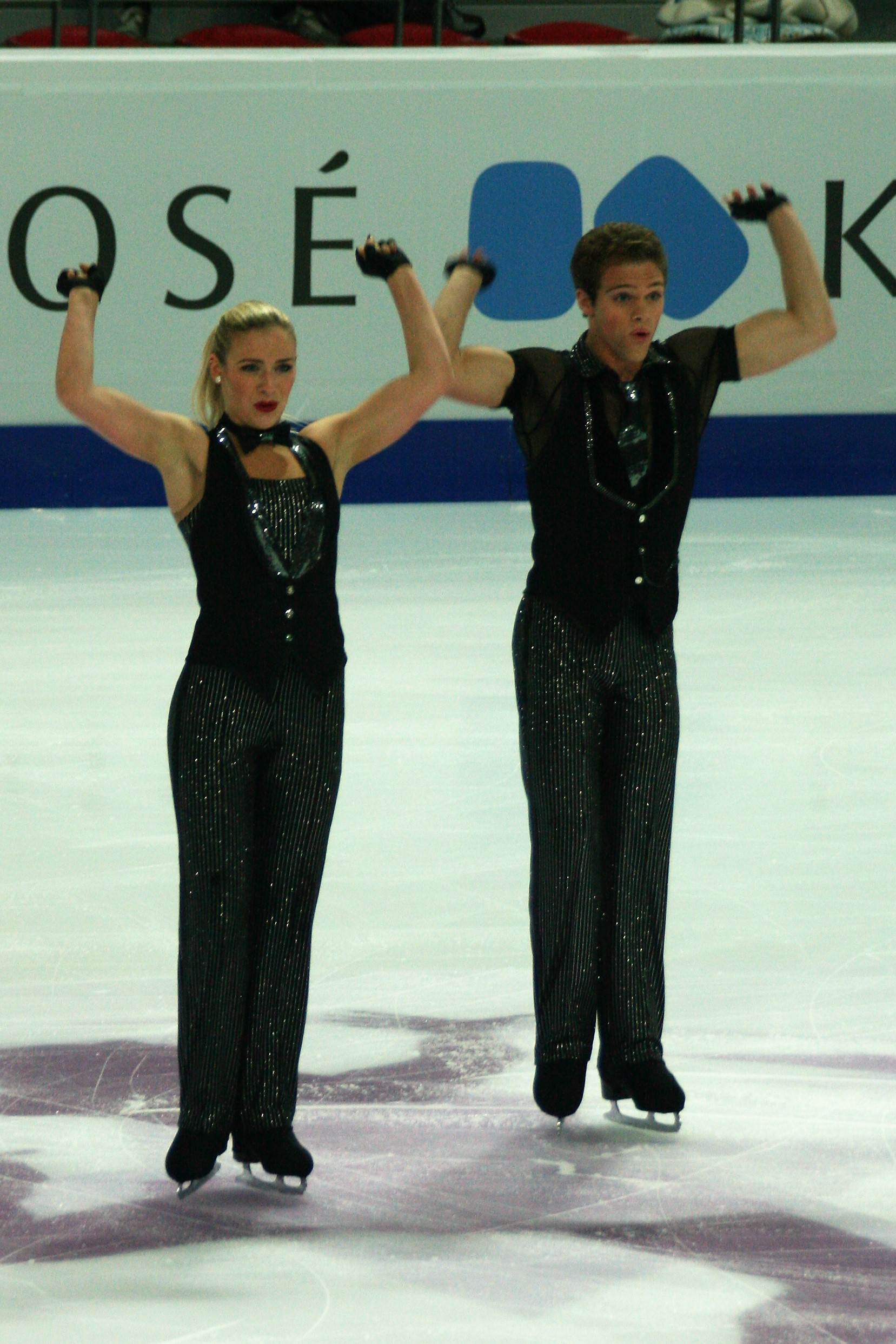
Р. Парсонс и М. Парсонс на финале Гран-при в Марселе

В свой последний юниорский сезон, Рейчел и Майкл сначала выигрывают две золотые медали юниорских этапов Гран-при: в Йокогаме и в Дрездене. В декабре 2016 года они участвовали в финале юниорского Гран-при, который состоялся в Марселе. Заняв второе место в коротком танце и первое в произвольном, они выиграли титул с отрывом 0,63 от Лободы и Дрозда. В следующем месяце Парсонсы впервые выиграли юниорский национальный титул на чемпионате США 2017 года, опередив ближайших конкурентов на 11 баллов. Рейчел и Майкл закончили свой сезон победой на чемпионате мира 2017 года, впервые в карьере выиграв золотые медали. Как и в финале Гран-при, Парсонсы выиграл соревнование в общем зачете, заняв второе место в коротком танце и первое в произвольном, отрыв от пары Лобода / Дрозд составил 0,46 балла. В этом сезоне Рейчел и Майкл были непобедимы.

### 2017/2018
Брат и сестра Парсонсы перешли на взрослый уровень. Пара дебютировала на турнире серии «Челленджер» Ondrej Nepela Trophy 2017, завоевав серебряные медали. Затем состоялся дебют на этапах Гран-при. На Rostelecom Cup 2017 Рейчел и Майкл заняли седьмое место. На Skate America 2017 ребята замкнули турнирную таблицу, заняв девятое место. На дебютном чемпионате США Рейчел и Майкл выступили достойно. Они заняли пятое место, опередив своих одногруппников Макнамару / Карпентера . Затем Рейчел и Майкл дебютировали на чемпионате четырёх континентов. Учитывая, что чемпионат четырёх континентов проходил за две недели до Олимпийских игр американская федерация на него отправила второй состав, куда и вошли Парсонсы. На самом турнире дуэт занял шестое место, допустив грубую ошибку на твиззлах в коротком танце.

### 2018/2019
В следующем сезоне пара приняла участие в трёх турнирах серии Челленджер: Asian Figure Skating Trophy, Lombardia Trophy 2018, Nebelhorn Trophy 2018. На всех трёх турнирах Парсонсы стали серебряными призёрами. Затем пара приняла участие в японском этапе Гран-при, где впервые завоевала бронзу на турнирах подобного уровня. На этапе Гран-при во Франции Рейчел и Майкл стали пятыми. На чемпионате США пара выступила неудачно, заняв лишь шестое место.
В апреле 2019 года объявила, что заканчивает соревновательную карьеру в связи с проблемами со здоровьем.

## Программы

### С Майклом Парсонс
| Сезон     | Короткий танец | Произвольный танец                                                                              | Показательные выступление                                                              |
| --------- | --- | ----------------------------------------------------------------------------------------------- | -------------------------------------------------------------------------------------- |
| 2018-2019 | - Танго: Vuelvo al Sur Medialuna Tango Project - Танго: Tango Cha Sergio Belem                                                                           | - To Build A Home The Cinematic Orchestra, Patrick Watson                                       |                                                                                        |
| 2017–2018 | - Румба: Mambo Molly Mambo Molly - Румба: Everybody's Got To Learn Sometime Zucchero - Мамбо: Congo Crazed Mambo Molly                                   | - Ghost Dances - La Partida Victor Jara - Sikuriadas Inti Illimani - Quiaquenpita Inti Illimani |                                                                                        |
| 2016–2017 | - Хип-Хоп: A Little Party Never Killed Nobody Ферги, Q-Tip, GoonRock - Блюз: Born to Die Лана Дель Рей - Хип-Хоп                                         | - Singing in the Rain Sophia Sin Alexander Goldstein                                            | - Knockin' On Heaven's Door Selig - Disco Inferno The Trammps с Макнамарой/Карпентером |
| 2015–2016 | - Вальс: Cinderella's Departure for the Ball (Золушка) Сергей Прокофьев                                                                                  | - La Malamada - Palabras y Vientoby Medialuna Tango Project                                     | - Elevation U2                                                                         |
| 2014–2015 | - Румба: Fruta Fresca (Club remix) Carlos Vives - Самба: Heart of the Wind Robert Tree Cody                                                              | - Нотр-Дам де Пари Riccardo Cocciante, Bruno Pelletier                                          |                                                                                        |
| 2013–2014 | - Квикстеп: Funny Girl Overture Jule Styne - Фокстрот: Funny Girl Overture - Квикстеп: Funny Girl Overture                                               | - New Moon Alexandre Desplat - Time Back Bad Style                                              |                                                                                        |
| 2012–2013 | - Хип-Хоп: 4 Minutes Justin Timberlake, Madonna - Блюз: Cyber Shanty Town Blues Christian HipHop Factory - Хип-Хоп: 4 Minutes Justin Timberlake, Madonna | - Фауст Шарль Гуно - Walpurgis Night - Three Nymphs                                             |                                                                                        |
| 2011–2012 | - Psychedelic Sally Eddie Jefferson | - To Glory Томас Бергерсен - Enigmatic Soul Томас Бергерсен                                     |                                                                                        |
| 2010–2011 | | - Жар-птица Игорь Стравинский                                                                   |                                                                                        |

## Спортивные результаты
(с Майклом Парсонс)
| Международные                            | Международные | Международные | Международные | Международные | Международные | Международные | Международные | Международные | Международные | Международные |
| Соревнования/Сезон                       | 10/11         | 11/12         | 12/13         | 13/14         | 14/15         | 15/16         | 16/17         | 17/18         | 18/19         |               |
| ---------------------------------------- | ------------- | ------------- | ------------- | ------------- | ------------- | ------------- | ------------- | ------------- | ------------- | ------------- |
| Чемпионаты Четырёх континентов           |               |               |               |               |               |               |               | 6             |               |               |
| Этапы Гран-при: Internationaux de France |               |               |               |               |               |               |               |               | 5             |               |
| Этапы Гран-при: NHK Trophy               |               |               |               |               |               |               |               |               | 3             |               |
| Этапы Гран-при: Skate America            |               |               |               |               |               |               |               | 9             |               |               |
| Этапы Гран-при: Rostelecom Cup           |               |               |               |               |               |               |               | 7             |               |               |
| Asian Trophy                             |               |               |               |               |               |               |               |               | 2             |               |
| Lombardia Trophy                         |               |               |               |               |               |               |               |               | 2             |               |
| Nebelhorn Trophy                         |               |               |               |               |               |               |               |               | 2             |               |
| Ondrej Nepela Trophy                     |               |               |               |               |               |               |               | 2             |               |               |
| Golden Spin                              |               |               |               |               |               |               |               | 8             |               |               |
| Lake Placid Ice Dance International      |               |               |               |               |               |               |               | 2             | 2             |               |
| Международные: Юниоры                    |               |               |               |               |               |               |               |               |               |               |
| Чемпионаты мира среди юниоров            |               | 15            |               | 8             | 4             | 2             | 1             |               |               |               |
| Юношеские Олимпийские игры               |               | 4             |               |               |               |               |               |               |               |               |
| Финалы юниорского Гран-при               |               |               |               | 6             |               | 3             | 1             |               |               |               |
| Этапы юниорского Гран-при, Австрия       |               |               | 6             |               |               |               |               |               |               |               |
| Этапы юниорского Гран-при, Хорватия      |               |               | 3             |               | 2             | 1             |               |               |               |               |
| Этапы юниорского Гран-при, Чехия         |               |               |               | 2             |               |               |               |               |               |               |
| Этапы юниорского Гран-при, Германия      |               |               |               |               |               |               | 1             |               |               |               |
| Этапы юниорского Гран-при, Япония        |               |               |               |               | 3             |               | 1             |               |               |               |
| Этапы юниорского Гран-при, Польша        |               | 9             |               |               |               |               |               |               |               |               |
| Этапы юниорского Гран-при, Словакия      |               |               |               | 2             |               | 1             |               |               |               |               |
| MNNT Cup                                 |               |               |               |               | 2             |               |               |               |               |               |
| Lake Placid IDI                          |               |               |               |               |               | 1             | 1             |               |               |               |
| Национальные                             |               |               |               |               |               |               |               |               |               |               |
| Чемпионат США                            | 1 N           | 4 J           |               | 3 J           | 2 J           | 2 J           | 1 J           | 5             | 6             |               |
| Уровень: N = Новисы; J = Юниоры          |               |               |               |               |               |               |               |               |               |               |